# Point Douglas
Pour les articles homonymes, voir Douglas.
Circonscription électorale provinciale du Canada
Point Douglas est une circonscription électorale provinciale du Manitoba (Canada). La circonscription a été représentée à l'Assemblée législative de 1969 à 1981 et depuis 1990.
La circonscription est entourée par la rivière Rouge et comprend les quartiers de William Whyte, Dufferin Industrial, North Point Douglas, Lord Selkirk Park et South Point Douglas et des parties de St. John's Park, St. John's, Inkster-Faraday, Burrows Central, Robertson, Dufferin, Logan C.P.R., Civic Centre et l'Exchange District de la ville de Winnipeg.
Les circonscriptions limitrophes sont Saint-Boniface et Elmwood à l'est, Logan au sud, St. Johns au nord et Burrows, Wellington et Minto à l'ouest.
Point Douglas est nommé en l'honneur de Thomas Douglas (5e comte de Selkirk) qui fonda la Colonie de la rivière Rouge en 1812. Au début des années 1910, l'homme politique Tommy Douglas vécu aussi dans ce secteur.

## Liste des députés
| Point Douglas                                                        | Point Douglas     | Point Douglas | Point Douglas  | Point Douglas | Point Douglas |
| Nom                                                                  | Nom               | Parti         | Mandat         | Législature   |               |
| -------------------------------------------------------------------- | ----------------- | ------------- | -------------- | ------------- | ------------- |
|                                                                      | Donald Malinowski | Néo-démocrate | 1969 - 1973    | 29e           |               |
|                                                                      | Donald Malinowski | Néo-démocrate | 1973 - 1977    | 30e           |               |
|                                                                      | Donald Malinowski | Néo-démocrate | 1977 - 1981    | 31e           |               |
| Circonscription abolie (1981-1990) Voir: Logan, St. Johns et Burrows |                   |               |                |               |               |
|                                                                      | George Hickes     | Néo-démocrate | 1990 - 1995    | 35e           |               |
|                                                                      | George Hickes     | Néo-démocrate | 1995 - 1999    | 36e           |               |
|                                                                      | George Hickes     | Néo-démocrate | 1999 - 2003    | 37e           |               |
|                                                                      | George Hickes     | Néo-démocrate | 2003 - 2007    | 38e           |               |
|                                                                      | George Hickes     | Néo-démocrate | 2007 - 2011    | 39e           |               |
|                                                                      | Kevin Chief       | Néo-démocrate | 2011 - 2016    | 40e           |               |
|                                                                      | Kevin Chief       | Néo-démocrate | 2016 - 2017    | 41e           |               |
|                                                                      | Bernadette Smith  | Néo-démocrate | 2017 - 2019    | 41e           |               |
|                                                                      | Bernadette Smith  | Néo-démocrate | 2019 - 2023    | 42e           |               |
|                                                                      | Bernadette Smith  | Néo-démocrate | 2023 - présent | 43e           |               |